# 克里斯普 (密蘇里州)
克里斯普（英語：Crisp）是位於美國密蘇里州戴德縣的鬼鎮。

## 歷史
克里斯普的郵局於1893年設立，其後於1957年停運。

## 地理
克里斯普所處的海拔為高於海平面268米（即879英呎），而該地所採用的時區為UTC-6，即北美中部時區（CST）。同時該地設有夏令時間，為UTC-6調快一小時，即UTC-5（CDT）。